# Autoit
AutoIT er et scriptsprog, som beregnet til at automatisere Microsoft Windows-brugergrænsefladen.
Sproget, som er baseret på BASIC, giver mulighed for at udvikle scripts, som simulerer tastetryk og bevægelser med musen, og giver derfor mulighed for at automatisere opgaver, som normalt ville kræve fysisk respons fra en bruger ved computeren.
Scripts kan afvikles vha. den installerede fortolker, men der er også mulighed for at generere en selvstændig programfil, der kan distribueres og afvikles på maskiner, som ellers ikke har selve fortolkeren installeret.

## Eksempel
```
MsgBox
(
0
,
 
"Hello World"
,
 
"Hello World"
)

```

Funktionen "Msgbox" betyder Messagebox og betyder der skal åbnes en Message box.
0 er hvilken slags box det skal være. 0 betyder en box kun med en OK knap, og uden nogle informationsteggn osv.
Det første "Hello World" er titlen på boksen.
Det andet "Hello World" er teksten der kommer i boksen.